# Kalendarium historyczne Godowa
Godów – wieś położona około 79 km na NE od klasztoru świętokrzyskiego, 11 km na SE od Opola Lubelskiego 24 km na SE od  Braciejowic. Pierwszy zapis o wsi pojawia się w dokumencie z roku 1414.
Historyczna podległość administracyjna, 1462-7 powiat urzędowski, 1531-3 powiat lubelski (Rejestr Poborowy), parafia w 1541 Kłodnica Kościelna, następnie Chodel.
Opis granic – w 1462 r. Godow, graniczy ze Świdnem (Szwydnem Długosz L.B.t.II s.547): od kopca koło drogi z Komaszyc do Bobów, na granicy z Bobami do podłużnego pagórka zanego Wloczennygrąd, rowem do bagna Żurawce dalej do Cmentarzyska i granicy Wola Wierzbicka (Wolya Wyrzbyczka, hereditas Wolya Wyrzbbyczska et Bobowska Wolya Bobowska) i Bobowskiej. 1467 graniczy z  Urzędowem.

## Kalendarium
Własność szlachecka następnie od 1582 r. Jezuitów lubelskich.
- Około 1414-25 dział między braćmi Stanisławem kanclerzem płockim, Janem i Andrzejem z Rozniszewa (na Mazowszu w gminie Magnuszew) z czego Andrzejowi między innymi przypada Godów i Maciejowice w powiecie stężyckim[6]
- 1441-52 Andrzej z Godów i Maciejowic[7]
- 1441 w działy wstępuje Katarzyna żona Andrzeja[8]
- 1426 Piotr syn Dobiesława z Godowa zapisany na Uniwersytet Krakowski
- 1447 Szorstek (!) (co do brzmienia nazwiska nie ma pewności) z Godowa[9]
- 1453 Małgorzata żona Dziersława z Godowa, córka Stefana z Matczyna[10]
- 1462-7 dziedzicami byli bracia Jan Maciejowski podstoli lubelski i ksiądz Ścibor[11]
- 1470-1 Grzegorz Ożarek z Głodna[12]
- 1470-80 za Długosza dziedzicem był Mikołaj Maciejowski herbu Ciołek  oraz 2 działy szlachty bez podania nazwisk. Folwark posiadał 8 łanów kmiecych starych, 10 nowych łanów, 2 karczmy, 2 zagrodników (Długosz L.B. t.II s.546 t.III s.253).
- 1531-3 odnotowano pobór z 4 łanów (Rejestr Poborowy).

Powinności dziesięcinne wsi
Dziesięciny należą do klasztoru świętokrzyskiego, biskupa krakowskiego i plebana Kłodnicy.
- W połowie XV w. dziesięcina należy do plebana Kłodnicy Kościelnej[13]
- 1470-80 z 8 starych łanów kmiecych dziesięcinę snopową wartości do 7 grzywien dowożą klasztorowi świętokrzyskiemu, z 10 nowych łanów kmiecych dowożą biskupowi krakowskiemu, z folwarku dziesięcinę snopową na zmianę pobierają plebani Rozniszowa [na Mazowszu] i Kłodnicy Kościelnej (Długosz L.B. t.III s.253)
- 1470-80 z 1/2 łana kmiecego dziesięcinę snopową i konopną dowożą klasztorowi świętokrzyskiemu, a z 1/2 biskupowi, z ról 2 działów szlachty dziesięcinę bierze pleban Kłodnicy, z folwarku zamiennie plebani Kłodnicy i Rozniszowa (Długosz L.B. t.II s.546);
- 1492 z 6 łanów kmiecych[a] dziesięcina należy do klasztoru świętokrzyskiego, z pozostałych, wykarczowanych w ciągu ostatnich 40 lat, do biskupa krakowskiego[14] zobacz też  Kłodnica Kościelna
- 1529 z pewnych ról dziesięcina snopowa należy do biskupa krakowskiego, dziesięcina snopowa wartości 4 grzywny należy do stołu konwentu świętokrzyskiego, a z pewnych ról folwarcznych w Godowie i  Komaszycach wartości 1/12 grzywny oraz z folwarku w Godowie o wartości 3 grzywny co drugi rok pobiera ją pleban Kłodnicy. Do niego też należy dziesięcina snopowa z ról wójta w Godowie wraz z rolą 1 szlachecką w Poniatowej wartości 2,5 grzywny[15]
- 1528, 1529, 1537,  1538, 1539 i następnych  → Kłodnica Kościelna;
- 1582 biskup krakowski odstępuje swoją dziesięcinę w Godowie plebanowi Chodla, co w latach 1595, 1601 i 1607 potwierdzają kolejni biskupi[16]
- 1617 do 1689 → Kłodnica Kościelna.

## Archeologia
W trakcie badań AZP umiejscowiono w Godowie i okolicy ślady materialne  osadnictwa z XI-XIII w.